# Équipe de Lituanie féminine de hockey sur glace
Cet article traite de l'équipe féminine. Pour l'équipe masculine, voir Équipe de Lituanie de hockey sur glace.
L'équipe de Lituanie féminine de hockey sur glace est la sélection nationale de Lituanie regroupant les meilleures joueuses de hockey sur glace féminin de ce pays lors des compétitions internationales. Elle est sous la tutelle de la Fédération lituanienne de hockey sur glace. 
La Lituanie est classée pour la première fois 40e sur 42 équipes au classement IIHF 2021.

## Historique
En 2019, l'équipe nationale féminine de Lituanie n'a pas encore disputé de match officiel. Le premier doit avoir lieu lors du Championnat du monde 2020. Elle a disputé plusieurs matches amicaux contre des équipes de club masculines.

## Résultats

### Jeux olympiques
L'équipe féminine de Lituanie n'a jamais participé aux Jeux olympiques.
- 2022 - Non qualifié

### Championnats du monde
L'équipe participe pour la première fois aux Championnats du monde lors de l'édition 2020, dans la dernière division, la Division III. Elle termine à la 5e place sur 6 équipes (soit au total à la 39e place) en ayant remporté 2 rencontres : 4 à 1 contre Hong Kong et 4 à 3 contre la Belgique.
- 1990-2019 — Ne participe pas
- 2020 — Trente-neuvième (5e de Division III)
- 2021 — Pas de compétition en raison de pandémie de coronavirus [3].
- 2020 — Trente-troisième (2e de la Division IIIA)

### Classement mondial
| Année     | Rang         | Points       | Progression  |
| --------- | ------------ | ------------ | ------------ |
| 2003-2019 | Non classé . | Non classé . | Non classé . |
| 2020      | 40           | 360          | Entrée       |
| 2021      | 40           | 610          | ±0           |